# Ambleny
Ambleny – miejscowość i gmina we Francji, w regionie Hauts-de-France, w departamencie Aisne.
Według danych na styczeń 2014 roku gminę zamieszkiwało 1212 osób, a gęstość zaludnienia wynosiła 70,4 osób/km².